# アーダルベルト・フォン・プロイセン (1884-1948)
アーダルベルト・フォン・プロイセン（独: Adalbert von Preußen, 1884年7月14日 - 1948年9月22日）は、プロイセン及びドイツの王族、海軍軍人。全名はアーダルベルト・フェルディナント・ベレンガル・ヴィクトル（独: Adalbert Ferdinand Berengar Viktor）。ヴィルヘルム2世の三男。

## 生涯
アーダルベルトは1884年7月14日、ヴィルヘルム2世（当時皇太子）とその妃でシュレースヴィヒ＝ホルシュタイン公フリードリヒ8世の娘であるアウグステ・ヴィクトリアの間に第3子としてポツダムの大理石宮殿で生まれた。ヴィルヘルム2世によって与えられた洗礼名「アーダルベルト」はプロイセン海軍の設立に貢献したヴィルヘルム1世の従弟アーダルベルトと同じであり、これが彼が海軍へ進む動機となった。
アーダルベルトは1914年8月3日にヴィルヘルムスハーフェンでザクセン＝マイニンゲン公ゲオルク2世の孫娘アーデルハイトと結婚した。
第一次世界大戦ではアーダルベルトはブレーメン級小型巡洋艦ダンツィヒの司令として魚雷艇を指揮した。ドイツ革命発生時はキールにいたため深傷を負い、戦後はバート・ホンブルク（ヘッセン州ダルムシュタット県）へ逃れた。
その後アーデルハイトの健康が悪化したためしばしばスイスでの療養が必要になった。結局1928年に一家はスイスへ移り、はじめ数年はリンゲン伯夫妻（ドイツ語: Graf und Gräfin von Lingen）と名乗って暮らした。元王子はドイツの政治にはほとんど関わらずに晩年をすごし、1948年9月22日に旅行で滞在していたレマン湖畔のラ・トゥール＝ド＝ペ（La Tour-de-Peilz）（スイスのヴォー州）で死去した。

## 子女
妻のアーデルハイトとの間には以下の1男2女をもうけた。
- ヴィクトリア・マリーナ（1915年）
- ヴィクトリア・マリーナ（1917年 - 1981年）
- ヴィルヘルム・ヴィクトル（英語版）（1919年 – 1989年）